# Tour de Romandía
El Tour de Romandía (oficialmente: Tour de Romandie) es una carrera de ciclismo en ruta profesional por etapas que se disputa entre finales de abril y principios de mayo en Romandía, en la región francófona de Suiza.
Se creó en 1947 para celebrar el 50.º aniversario de la Unión Ciclista Suiza (en francés, Union cycliste suisse). La primera edición de la carrera, en 1947, reunió a cuarenta corredores divididos en diez equipos. Constaba de cuatro etapas y una distancia total de 755 km.
Desde 2005 formó parte del UCI ProTour y actualmente del UCI WorldTour. El recorrido por lo general comienza y finaliza con contrarreloj y tiene una o dos etapas de alta montaña.
Es organizada desde 2007 por la sociedad Chassot Concept, dirigida por el exciclista suizo Richard Chassot. Anteriormente la organizaba la sociedad IMG que también estaba a cargo de la Vuelta a Suiza.

## Palmarés
| Año  | Ganador                  | Segundo                    | Tercero              |           |
| ---- | ------------------------ | -------------------------- | -------------------- | --------- |
| 1947 | Désiré Keteleer          | Gino Bartali               | Ferdinand Kübler     |           |
| 1948 | Ferdinand Kübler         | Jean Goldschmit            | Mathias Clemens      |           |
| 1949 | Gino Bartali             | Ferdinand Kübler           | Settimio Simonini    |           |
| 1950 | Édouard Fachleitner      | Hugo Koblet                | Kléber Piot          |           |
| 1951 | Ferdinand Kübler         | Hugo Koblet                | Fritz Schär          |           |
| 1952 | Wout Wagtmans            | Hugo Koblet                | Raymond Impanis      |           |
| 1953 | Hugo Koblet              | Pasquale Fornara           | Louison Bobet        |           |
| 1954 | Jean Forestier           | Pasquale Fornara           | Carlo Clerici        |           |
| 1955 | René Strehler            | Hugo Koblet                | Max Schellenberg     |           |
| 1956 | Pasquale Fornara         | Carlo Clerici              | René Strehler        |           |
| 1957 | Jean Forestier           | Guido Carlesi              | Hugo Koblet          |           |
| 1958 | Gilbert Bauvin           | Pino Cerami                | Giovanni Pettinati   |           |
| 1959 | Kurt Gimmi               | Rolf Graf                  | Alfred Rüegg         |           |
| 1960 | Louis Rostollan          | Édouard Delberghe          | Jos Hoevenaers       |           |
| 1961 | Louis Rostollan          | Giuseppe Fezzardi          | Imerio Massignan     |           |
| 1962 | Guido De Rosso           | Franco Cribiori            | Joseph Novales       |           |
| 1963 | Willy Bocklandt          | Federico Martín Bahamontes | Guido De Rosso       |           |
| 1964 | Rolf Maurer              | Huub Zilverberg            | Gastone Nencini      |           |
| 1965 | Vittorio Adorni          | Rolf Maurer                | Robert Hagmann       |           |
| 1966 | Gianni Motta             | Raymond Delisle            | Rolf Maurer          |           |
| 1967 | Vittorio Adorni          | Louis Pfenninger           | Armand Desmet        |           |
| 1968 | Eddy Merckx              | Raymond Delisle            | Robert Hagmann       |           |
| 1969 | Felice Gimondi           | Vittorio Adorni            | Antoine Houbrechts   |           |
| 1970 | Gösta Pettersson         | Davide Boifava             | Joop Zoetemelk       |           |
| 1971 | Gianni Motta             | Antonio Salutini           | Willy Van Neste      |           |
| 1972 | Bernard Thévenet         | Lucien van Impe            | Raymond Delisle      |           |
| 1973 | Wilfried David           | Lucien van Impe            | Michel Pollentier    |           |
| 1974 | Joop Zoetemelk           | Wladimiro Panizza          | Fedor den Hertog     |           |
| 1975 | Francisco Galdós         | Josef Fuchs                | Knut Knudsen         |           |
| 1976 | Johan de Muynck          | Roger de Vlaeminck         | Eddy Merckx          |           |
| 1977 | Gianbattista Baronchelli | Joop Zoetemelk             | Knut Knudsen         |           |
| 1978 | Johan van der Velde      | Hennie Kuiper              | Johan de Muynck      |           |
| 1979 | Giuseppe Saronni         | Gianbattista Baronchelli   | Henk Lubberding      |           |
| 1980 | Bernard Hinault          | Silvano Contini            | Giuseppe Saronni     |           |
| 1981 | Tommy Prim               | Giuseppe Saronni           | Peter Winnen         |           |
| 1982 | Jostein Wilmann          | Tommy Prim                 | Silvano Contini      |           |
| 1983 | Stephen Roche            | Phil Anderson              | Tommy Prim           |           |
| 1984 | Stephen Roche            | Jean-Marie Grezet          | Niki Rüttimann       |           |
| 1985 | Jörg Müller              | Acácio da Silva            | Tommy Prim           |           |
| 1986 | Claude Criquielion       | Jean-François Bernard      | Bruno Cornillet      |           |
| 1987 | Stephen Roche            | Jean-Claude Leclercq       | Ronan Pensec         |           |
| 1988 | Gerard Veldscholten      | Tony Rominger              | Urs Zimmermann       |           |
| 1989 | Phil Anderson            | Gilles Delion              | Robert Millar        |           |
| 1990 | Charly Mottet            | Robert Millar              | Luc Roosen           |           |
| 1991 | Tony Rominger            | Robert Millar              | Michael Carter       |           |
| 1992 | Andrew Hampsten          | Miguel Induráin            | Charly Mottet        |           |
| 1993 | Pascal Richard           | Claudio Chiappucci         | Andrew Hampsten      |           |
| 1994 | Pascal Richard           | Armand de Las Cuevas       | Andrew Hampsten      |           |
| 1995 | Tony Rominger            | Piotr Ugriúmov             | Francesco Casagrande |           |
| 1996 | Abraham Olano            | Alexandr Gonchenkov        | Giuseppe Guerini     |           |
| 1997 | Pável Tonkov             | Chris Boardman             | Beat Zberg           |           |
| 1998 | Laurent Dufaux           | Alex Zülle                 | Francesco Casagrande |           |
| 1999 | Laurent Jalabert         | Beat Zberg                 | Wladimir Belli       |           |
| 2000 | Paolo Savoldelli         | Joseba Beloki              | Laurent Dufaux       |           |
| 2001 | Dario Frigo              | Félix García Casas         | Wladimir Belli       |           |
| 2002 | Dario Frigo              | Alex Zülle                 | Cadel Evans          |           |
| 2003 | Tyler Hamilton           | Laurent Dufaux             | Fran Pérez           |           |
| 2004 | Tyler Hamilton           | Fabian Jeker               | Leonardo Piepoli     |           |
| 2005 | Santiago Botero          | Damiano Cunego             | Denís Menshov        |           |
| 2006 | Cadel Evans              | Alberto Contador           | Alejandro Valverde   |           |
| 2007 | Thomas Dekker            | Paolo Savoldelli           | Andréi Kashechkin    |           |
| 2008 | Andreas Klöden           | Roman Kreuziger            | Marco Pinotti        |           |
| 2009 | Roman Kreuziger          | Vladímir Karpets           | Rein Taaramäe        |           |
| 2010 | Simon Špilak             | Denís Menshov              | Michael Rogers       |           |
| 2011 | Cadel Evans              | Tony Martin                | Alekszandr Vinokurov |           |
| 2012 | Bradley Wiggins          | Andrew Talansky            | Rui Alberto Costa    |           |
| 2013 | Chris Froome             | Simon Špilak               | Rui Alberto Costa    |           |
| 2014 | Chris Froome             | Simon Špilak               | Rui Alberto Costa    |           |
| 2015 | Ilnur Zakarin            | Simon Špilak               | Chris Froome         |           |
| 2016 | Nairo Quintana           | Thibaut Pinot              | Ion Izagirre         |           |
| 2017 | Richie Porte             | Simon Yates                | Primož Roglič        |           |
| 2018 | Primož Roglič            | Egan Bernal                | Richie Porte         |           |
| 2019 | Primož Roglič            | Rui Alberto Costa          | Geraint Thomas       |           |
| 2020 | cancelada                | cancelada                  | cancelada            | cancelada |
| 2021 | Geraint Thomas           | Richie Porte               | Fausto Masnada       |           |
| 2022 | Aleksandr Vlásov         | Gino Mäder                 | Simon Geschke        |           |
| 2023 | Adam Yates               | Matteo Jorgenson           | Damiano Caruso       |           |
| 2024 | Carlos Rodríguez         | Aleksandr Vlásov           | Florian Lipowitz     |           |
| 2025 | João Almeida             | Lenny Martinez             | Jay Vine             |           |

Nota: En el Tour de Romandía 2010 en principio el ganador fue Alejandro Valverde pero fue desclasificado por dopaje (ver Caso Valverde).

## Palmarés por países
| País            | Victorias | 2.º lugar | 3.º lugar | Total | Último vencedor            |
| --------------- | --------- | --------- | --------- | ----- | -------------------------- |
| Italia          | 13        | 18        | 17        | 48    | Dario Frigo en 2002        |
| Suiza           | 12        | 17        | 13        | 42    | Laurent Dufaux en 1998     |
| Francia         | 10        | 9         | 7         | 26    | Laurent Jalabert en 1999   |
| Bélgica         | 6         | 3         | 9         | 18    | Claude Criquielion en 1986 |
| Países Bajos    | 5         | 3         | 4         | 12    | Thomas Dekker en 2007      |
| Reino Unido     | 5         | 4         | 3         | 11    | Adam Yates en 2023         |
| Australia       | 4         | 2         | 4         | 10    | Richie Porte en 2017       |
| España          | 3         | 5         | 3         | 11    | Carlos Rodríguez en 2024   |
| Eslovenia       | 3         | 3         | 1         | 7     | Primož Roglič en 2019      |
| Rusia           | 3         | 3         | 1         | 7     | Aleksandr Vlasov en 2022   |
| Estados Unidos  | 3         | 2         | 3         | 8     | Tyler Hamilton en 2004     |
| Irlanda         | 3         | -         | -         | 3     | Stephen Roche en 1987      |
| Colombia        | 2         | 1         | -         | 3     | Nairo Quintana en 2016     |
| Portugal        | 1         | 2         | 3         | 6     | João Almeida en 2025       |
| Suecia          | 1         | 1         | 2         | 4     | Tommy Prim en 1981         |
| Alemania        | 1         | 1         | 2         | 4     | Andreas Klöden en 2008     |
| República Checa | 1         | 1         | -         | 2     | Roman Kreuziger en 2009    |
| Noruega         | 1         | -         | 2         | 3     | Jostein Wilmann en 1982    |
| Luxemburgo      | -         | 1         | 1         | 2     | -                          |
| Letonia         | -         | 1         | -         | 1     | -                          |
| Ucrania         | -         | 1         | -         | 1     | -                          |
| Kazajistán      | -         | -         | 2         | 2     | -                          |
| Estonia         | -         | -         | 1         | 1     | -                          |

## Estadísticas

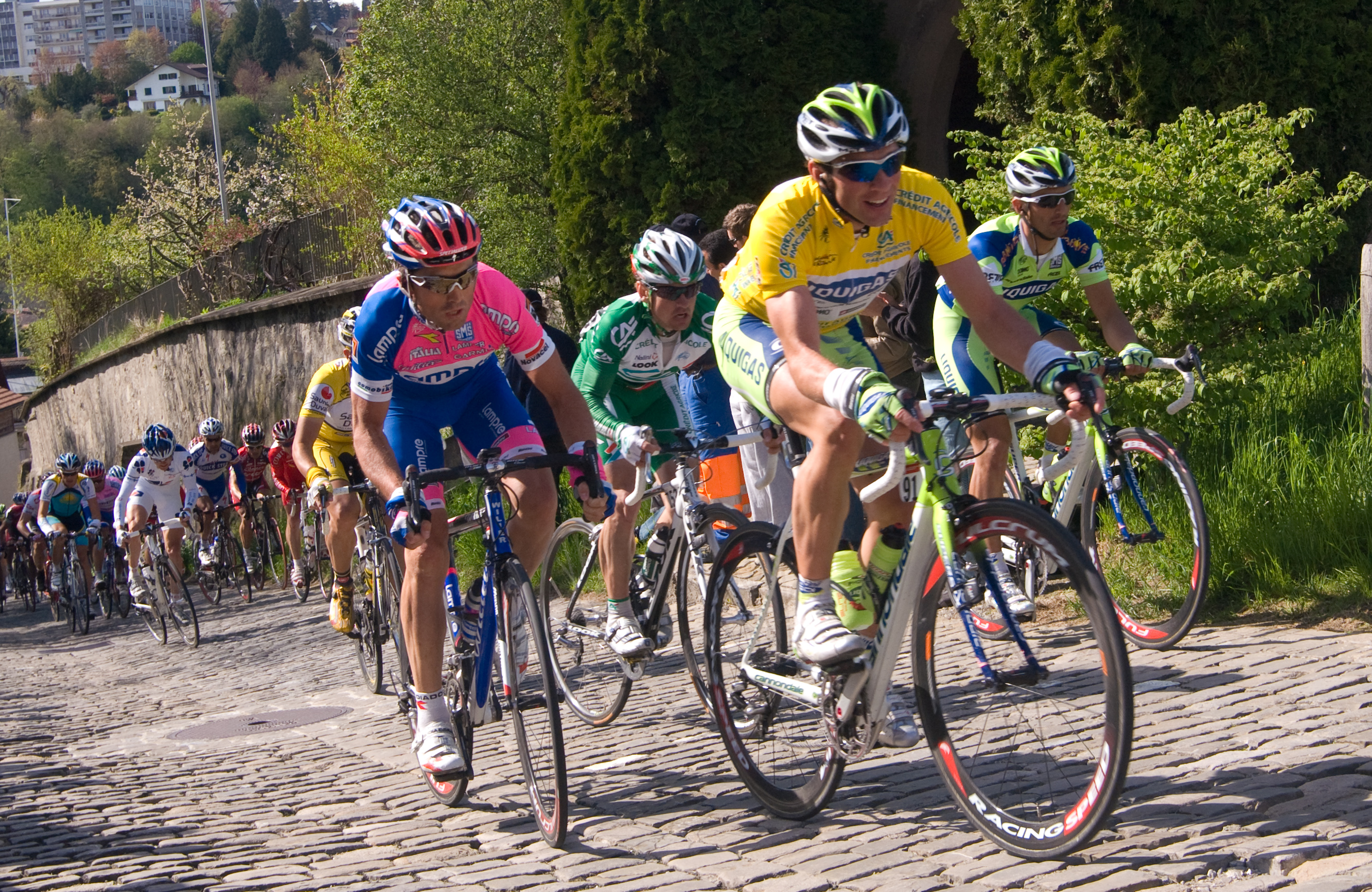
Michael Albasini de líder en la edición de 2008.

### Más victorias
| Ciclista         | Victorias | Años              |
| ---------------- | --------- | ----------------- |
| Stephen Roche    | 3         | 1983, 1984 y 1987 |
| Ferdinand Kübler | 2         | 1948 y 1951       |
| Jean Forestier   | 2         | 1954 y 1957       |
| Louis Rostollan  | 2         | 1960 y 1961       |
| Vittorio Adorni  | 2         | 1965 y 1967       |
| Pascal Richard   | 2         | 1993 y 1994       |
| Tony Rominger    | 2         | 1991 y 1995       |
| Dario Frigo      | 2         | 2001 y 2002       |
| Tyler Hamilton   | 2         | 2003 y 2004       |
| Cadel Evans      | 2         | 2006 y 2011       |
| Chris Froome     | 2         | 2013 y 2014       |
| Primož Roglič    | 2         | 2018 y 2019       |

En negrilla corredores activos.

### Victorias consecutivas
- Dos victorias seguidas:
  -  Louis Rostollan (1960, 1961)
  -  Stephen Roche (1983, 1984)
  -  Pascal Richard (1993, 1994)
  -  Dario Frigo (2001, 2002)
  -  Tyler Hamilton (2003, 2004)
  -  Chris Froome (2013, 2014)
  -  Primož Roglič (2018, 2019)

En negrilla corredores activos.

### Victorias de etapa
- Actualizado a edición 2023.

Estos son los ciclistas que han ganado cuatro o más etapas:
| Ciclista            | Etapas |
| ------------------- | ------ |
| Mario Cipollini     | 12     |
| Ferdinand Kübler    | 8      |
| Hugo Koblet         | 8      |
| Michael Albasini    | 7      |
| Gianni Motta        | 6      |
| Knut Knudsen        | 6      |
| Johan van der Velde | 6      |
| Tony Rominger       | 6      |
| Vittorio Adorni     | 5      |
| Giuseppe Saronni    | 5      |

| Ciclista         | Etapas |
| ---------------- | ------ |
| Urs Freuler      | 5      |
| Pascal Richard   | 5      |
| Laurent Dufaux   | 5      |
| Paolo Savoldelli | 5      |
| Jean Brun        | 4      |
| Franco Bitossi   | 4      |
| Eddy Merckx      | 4      |
| Primož Roglič    | 4      |